# Lepsze (hajó)
Lepsze (oroszul: Лепсе) szovjet kiszolgáló hajó. Eredetileg teherhajónak épült. Az 1960-as évek elején átépítették és a szovjet atomjégtörő flotta hajóinak fűtőelemcseréjét végző egyik kiszolgáló hajó lett. 1981-től a kiégett fűtőelemkötegek tárolására használták. 1984-ben egy viharban a hajó radioaktív szennyeződést szenvedett. 2012 szeptemberéig Murmanszk közelében horgonyzott. Szétbontása folyamatban van. A Lepszével megegyező feladatkörű kiszolgáló hajók az Imandra és a Lotta.

## Története
Építése 1934-ben kezdődött a Nyikolajevi Hajógyárban. Az építés több évig húzódott, a hajó csak a második világháború kezdetére készült el. A hajót Ivan Lepsze bolsevik forradalmárról nevezték el. A háború alatt a hajó elsüllyed a Fekete-tengeren, majd később kiemelték.
1959-ben, miközben folyt a Lenin atomjégtörő építése, döntés született arról, hogy olyan speciális hajót kell építeni, amely alkalmas az atomjégtörő kiszolgálására és a fűtőelemcsere végrehajtására. A Szovjetunióban az atomtengeralattjárók és a felszíni atommeghajtású hajók kiszolgálására mintegy 90 ilyen hajó készült. A Lepszére a masszív konstrukciója miatt esett a választás. 1961-ben a leningrádi Admiralitás Hajógyárban végezték a hajó átépítését. Ennek során a tehertérben egy tároló részt alakítottak ki, melybe két tartályt építettek be a fűtőelemek tárolására. A tároló részt 40–45 cm falvastagságú acéllemezek határolták. Mindegyik tartály 366 darab rekeszt tartalmazott a fűtőelem-kötegek befogadására, a tartályok vízzel voltak feltöltve a fűtőelemek hűtése céljából.
1963–1981 között a hajó 14 alkalommal vett részt a Lenin, az Arktyika és a Szibir atomjégtörők fűtőelemcseréjében. 1981-től a hajót már csak a kiégett fűtőelemek tárolására használták. Ebben az időszakban a Lepsze több alkalommal vett részt a radioaktív hulladék tengerbe süllyesztésében a Kara és Barents-tenger térségében, ami abban az időben bevett gyakorlat volt a Szovjetunióban.

## Balesete
1984-ben a Lepsze szintén tengeri elsüllyesztésre szánt nukleáris hulladékot szállított a Kara-tengerre, amikor erős viharba került. Ennek következtében reaktorokból származó radioaktív víz folyt szét a tehertérben és az alsó fedélzeten, súlyos szennyeződést okozva a hajón. A baleset után a Lepsze visszatért Murmanszk közeli kikötőjébe. A fedélzetén 639 fűtőelemköteg maradt, közülük több sérült állapotban. A tároló tartályok mellett további tároló terek vannak a hajón, amelyekben olyan sérült fűtőelem-kötegeket (18 darabot) tárolnak, amelyeket nem lehetett a speciális tárolótartályokba helyezni. Ezek a főtőelem kötegek még a Lenin atomjégtörő fűtőelemcseréje során bekövetkezett balesetben sérültek meg. A hajón továbbá az atomjégtörőkről származó szennyezett víz tárolására alkalmas tartályok, valamint a kisebb aktivitású hulladék tárolására szolgáló konténerek is találhatók. A hajóban lévő fűtőelemek kb. 260 kg U–235-t, 8 kg Pu–239-t és 156 kg egyéb radioaktív bomlásterméket tartalmaznak. A tehertérben a radioaktív anyagok aktivitása eléri a 680 ezer Ci-t (2,516·107 GBq).

## Utóélete
1986-ban döntés született a hajó sugármentesítéséről és szétbontásáról, az erős radioaktív szennyezés és a pénzügyi háttér hiánya miatt azonban erre nem került sor. A sugárvédelem fokozására a tároló tartályok közötti részt speciális betonnal töltötték fel. A hajó 2012-ig Murmanszktól két kilométerre északra az Atomflot kikötőjében horgonyzott. Az 1990-es évektől nemzetközi projektek indultak a radioaktív veszélyforrás felszámolására. Az Európai Újjáépítési és Fejlesztési Bank  (EBRD) 40 millió eurót különített el erre a célra, míg az orosz költségvetés 250 millió rubelt biztosít a munkálatokra. A 2000-es években a sugárszint monitorozására szolgáló diagnosztikai berendezésekkel szerelték fel a hajót, majd 2011-re sikerült sugármentesíteni a fedélzet egy részét. A hajót 2012 szeptember 14-én elvontatták Murmanszkból, ezt követően a Nyerpa hajójavító üzemben elkezdik a nukleáris hulladék kiemelését és elszállítását, majd 2015–2016-ig szétbontják. A fűtőelemek kiemelése jelentős műszaki problémát jelent. A hajó aktív szolgálata idején a fűtőelemcsere során több esetben deformálódtak a kiégett fűtőelemkötegek. Ezeket kalapáccsal verték be a tároló rekeszbe, így azok beszorultak. A tervek szerint a kiemelendő kiégett nukleáris üzemanyagot a Majak feldolgozóüzembe szállítják.

## Külső hivatkozások
- A Lepsze projekt a Bellona honlapján (oroszul)
- Isztorija jagyernovo szudna (Az atomhajó története), Bellona.org